# Aeropuerto de Kapuskasing
El Aeropuerto de Kapuskasing (del inglés: Kapuskasing Airport) (IATA: YYU, OACI: CYYU) está ubicado a 2 MN (3,7 km; 2,4 mi) al oeste de Kapuskasing, Ontario, Canadá. 
Este es un aeropuerto de entrada y provee servicios de aduanas para vuelos de aviación general para vuelos desde y hacia los Estados Unidos.
General Motors usa las pistas de aterrizaje de este aeropuerto para probar vehículos en temperaturas bajas. También se usa este aeropuerto se llevan vuelos de emergencias médicas.

## Aerolíneas y destinos
- Bearskin Airlines
  - Timmins / Aeropuerto de Timmins
  - Sudbury / Aeropuerto de Sudbury